# エダム＝フォレンダム
エダム＝フォレンダム（オランダ語: Edam-Volendam [ˈeːdɑmˌvoːlənˈdɑm] ( 音声ファイル)）は、オランダの北ホラント州にある基礎自治体（ヘメーンテ）。アムステルダムの北およそ20kmに位置する。
エダムは、エダムチーズの生産地として名が知られており、フォレンダムは古い漁港と伝統的な衣装で人気の観光地である。

## 地区
エダム＝フォレンダム基礎自治体には、次の地区がある。
- Edam （エダム）
- Volendam （フォレンダム）
- Purmer

## 観光
- エダムのチーズ市
- フォレンダムの観光漁港
- サッカークラブ FCフォレンダム

## 交通
バス
- Arrivaバス 110,116,118系統 アムステルダム中央駅 東バスターミナルよりフォレンダムまで所要時間約30分（運行間隔10分に1本程度）

## 人物
出身者
- ヘリー・ミューレン - サッカー選手

ゆかりの人物
- フリッツ・タウロウ - 画家　当地で死去